# Wetmore-guvat
A Wetmore-guvat (Rallus wetmorei) a madarak osztályának darualakúak (Gruiformes) rendjébe és a guvatfélék (Rallidae) családjába tartozó faj.

## Rendszerezése
A fajt John Todd Zimmer és William H. Phelps Sr. amerikai ornitológusok írták le 1944-ben.

## Előfordulása
Venezuela északi partjának egy kis szakaszán honos. Természetes élőhelyei a szubtrópusi és trópusi mangroveerdők és szikes lagúnák. Állandó, nem vonuló faj.

## Megjelenése
Testhossza 27 centiméter.

## Természetvédelmi helyzete
Az elterjedési területe nagyon kicsi és csökken, egyedszáma 50-200 példány közötti lehet és szintén csökken. A Természetvédelmi Világszövetség Vörös listáján veszélyeztetett fajként szerepel.